# Municipio de Baranów Sandomierski
El municipio de Baranów Sandomierski es un municipio urbano-rural de Polonia, ubicado en el distrito de Tarnobrzeg del voivodato de Subcarpacia. Su capital y única ciudad es Baranów Sandomierski. En 2006 tenía una población de 11 977 habitantes.
El municipio incluye, además de la ciudad de Baranów Sandomierski, los pueblos de Dąbrowica, Durdy, Dymitrów Duży, Dymitrów Mały, Kaczaki, Knapy, Marki, Siedleszczany, Skopanie, Ślęzaki, Suchorzów y Wola Baranowska.
Limita con los municipios de Tarnobrzeg, Cmolas, Łoniów, Majdan Królewski, Nowa Dęba, Osiek, Padew Narodowa y Tuszów Narodowy. 